# 蓬高地区阿尔滕马科特
蓬高地区阿尔滕马科特是奥地利萨尔茨堡州蓬高地区圣约翰县的一个市镇。总面积48.63平方公里，总人口3619人，人口密度74.4人/平方公里（2001年）。